# Königlicher Palast (Tonga)
Der Königliche Palast von Tonga ist der Hauptsitz des Königs von Tonga im Nordwesten der Hauptstadt Nukuʻalofa.
Der hölzerne Palast, der als eine der kleinsten königlichen Hauptresidenzen der Welt gilt, wurde 1867 erbaut. Die heutige Umzäunung des Palastes wurde erst durch König Taufaʻahau Tupou IV. um 1990 angelegt. Zuvor wurde dieser von einer Steinmauer umgeben, die als heilig galt. Er befindet sich auf einem Gelände von etwa 23.000 Quadratmeter direkt am Pazifik.
Der Palast wurde seit 2010 um zwei Seitenflügel erweitert, die vor allem Verwaltungsbüros beheimaten sollen.

## Galerie

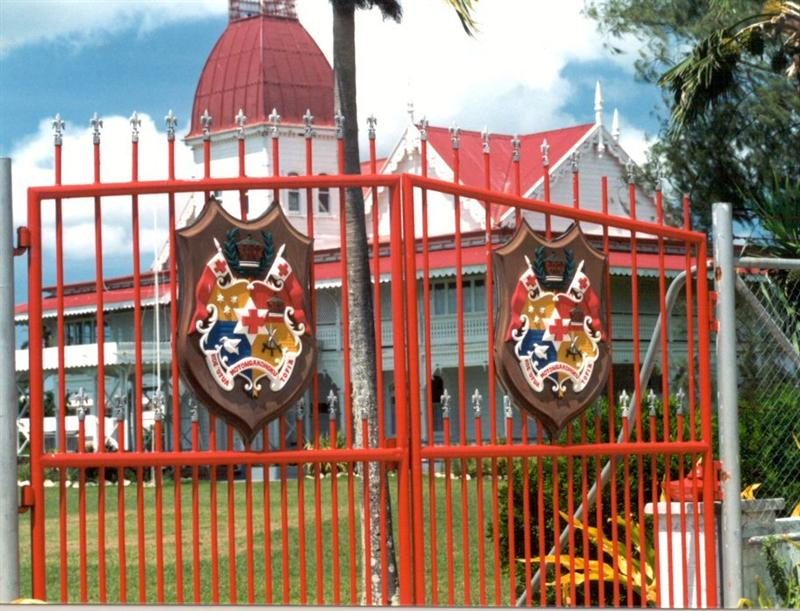
Haupttor zum Palastgelände
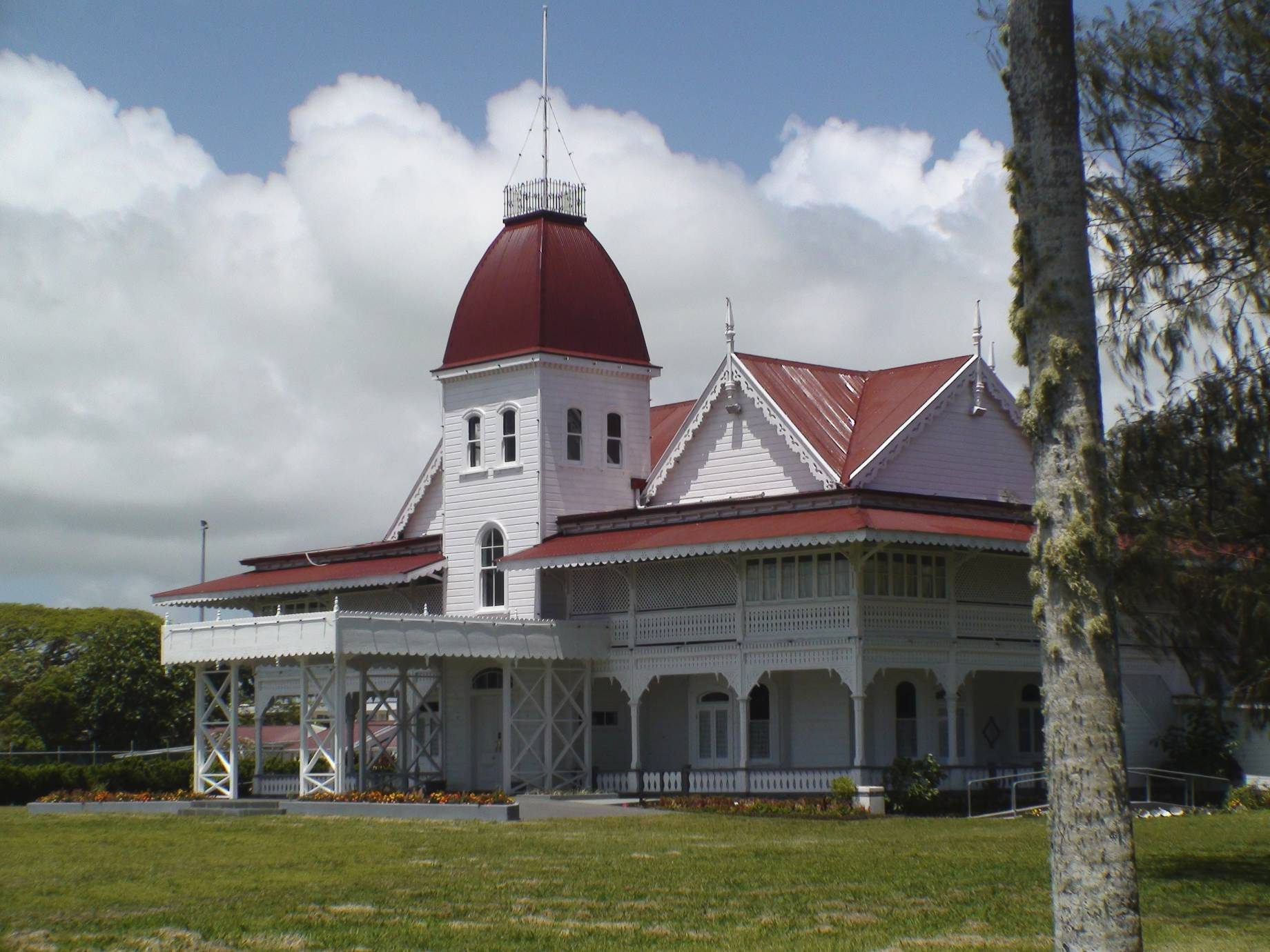
Palastansicht 2008